# La Chute (film, 1978)
Pour plus de détails, voir Fiche technique et Distribution.
La Chute (A Queda) est un film brésilien tourné en 1976 et réalisé par Ruy Guerra et Nelson Xavier. Présenté à la Berlinale 1978, il y remporta l'Ours d'argent. Le film se présente comme une suite à Os Fuzis, réalisé treize ans plus tôt.

## Synopsis
« Voici donc les anciens soldats d' Os Fuzis, à Rio de Janeiro devenus, à la fin des années soixante-dix, ouvriers sur le gigantesque chantier du métro carioca. Pedro porte toujours un uniforme quelconque, car, dit-il, aujourd'hui un homme sans uniforme ne vaut rien . José meurt dans un accident, car il était un bon ouvrier, il a grimpé sur les échafaudages sans ceinture de sécurité pour ne pas retarder le travail, disent ses camarades. Mario, marié à la fille d'un sous-traitant de la construction se porte à l'aide de la veuve de José... »

## Fiche technique
- Titre du film : La Chute
- Titre original : A Queda
- Réalisation et scénario : Ruy Guerra, Nelson Xavier
- Photographie : Edgar Moura - Couleurs
- Musique : R. Guerra, Milton Nascimento
- Montage : Ruy Guerra
- Décors : Carlos Prieto
- Production : Nelson Xavier Produções Ltda, Zoom Cinematográfica
- Durée : 110 minutes
- Pays d'origine :  Brésil
- Sortie : 1978
- Genre : Drame

## Distribution
- Nelson Xavier
- Hugo Carvana
- Cosme dos Santos
- Lima Duarte
- Perfeito Fortuna
- Ruy Guerra
- Leina Krespi
- Carlos Eduardo Novaes
- Paulo César Pereio
- Tonico Pereira
- Isabel Ribeiro
- Roberto Frota
- Luiz Rosemberg Filho
- Maria Sílvia

## Autour du film
- « A Queda a exprimé pour moi le besoin de montrer un paysage humain qu'on ne voit pas dans le cinéma brésilien, des personnages vraiment populaires, en train de travailler, la masse ouvrière, même si l'analyse n'y est pas très poussée. C'était presque une nécessité d'ordre visuel, d'odeur, de couleurs », affirmait, alors, Ruy Guerra[3].
- En réalité, « A Queda (La Chute) contribue à mettre en évidence une série de ruptures et une continuité. Tourné en 1976, distribué au Brésil en avril 1978, c'était un pavé dans la mare stagnante du cinéma brésilien et d'un régime en crise. Le film s'oppose en tout à l'orientation en vigueur chez les anciens du Cinema Novo, sous la protection envahissante de l'entreprise officielle Embrafilme. Il représente des options différentes de celles sous-jacentes à deux autres productions de l'époque, devenues les modèles de haute performance du cinéma à l'ère d' Embrafilme : Xica da Silva de Carlos Diegues et Dona Flor et ses deux maris, adaptation de Jorge Amado réalisé par Bruno Barreto. »[4]
- D'une part, Ruy Guerra cherche à s'éloigner d'une vision folklorique des manifestations populaires. « Qu'un documentaire enregistre ce qui fait partie de la mémoire populaire, c'est parfait, c'est même fondamental. Mais lorsqu'on utilise ces formes et qu'on les insère à l'intérieur d'un discours que l'on veut critique, il faut mesurer comment l'on manipule cette information et ces données. [...] De quelle manière s'inscrit un candomblé dans un discours politique ? Aujourd'hui le candomblé est une forme aliénante et d'accommodation », soutient Ruy Guerra[5].
- D'autre part, « le lieu du drame initial est lui-même une sorte de symbole de l'absurdité d'un modèle économique de développement dont le seul miracle constitue la survivance quotidienne des travailleurs surexploités l'ayant rendu possible. Ce chantier du métro carioca est resté, des années durant, telle une plaie ouverte au centre de Rio de Janeiro. [...] Avec la modestie et la lucidité de son regard, A Queda est presque prophétique. [...] Dans le contexte du cinéma brésilien, les choix de Ruy Guerra et de Nelson Xavier [...] ont porté témoignage sur les exclus du "miracle brésilien" et des écrans d' Embrafilme. »[6] Ils ont aussi annoncé une nouvelle vague du Cinema Novo, soucieuse d'évoquer le Brésil de demain à travers ses actions collectives.
- S'agissant d' A Queda, ses deux réalisateurs décrivaient, par ailleurs, le contexte de l'époque : « Le film qui a reçu l'Ours d'argent au Festival de Berlin, se trouve en régime de liberté conditionnelle. Une semaine avant son départ pour l'Allemagne, l'œuvre était sous séquestre à la Censure. Donc, on ne lui a permis que d'aller disputer un prix qu'elle a obtenu et ensuite elle devrait se recueillir de nouveau au cachot de l'obscurantisme culturel. Si le film n'avait pas été primé, il est probable qu'il serait interdit sur tout le territoire national. [...] Dans ce cas, l' habeas corpus d' A Queda, c'est l'Ours d'Argent... »[7]